# Ketringan
Ketringan is een bestuurslaag in het regentschap Blora van de provincie Midden-Java, Indonesië. Ketringan telt 5319 inwoners (volkstelling 2010).